# Showtime of my Life – Stars gegen Krebs
Showtime of my Life – Stars gegen Krebs ist eine Fernsehsendung, die anlässlich des Weltkrebstages, Anfang Februar 2021 erstmals auf VOX ausgestrahlt wurde. Prominente stellen sich dem Thema Krebs-Vorsorge und erzählen von ihren persönlichen Erlebnissen und Schicksalsschlägen mit der Krankheit. Die Sendung ist eine Adaption des britischen Formats und Emmy-Preisträgers The Real Full Monty.
Die Show wurde im Februar 2022 mit einer zweiten Staffel fortgesetzt.

## Konzept
Bei Showtime of my Life – Stars gegen Krebs machen 16 Prominente durch „Nacktauftritte“ auf Brust-, Prostata- und Hodenkrebserkrankungen und die Relevanz von Vorsorgeuntersuchungen aufmerksam. Das Motto lautet: „Wenn wir uns vor einem Millionenpublikum ausziehen, schafft ihr das erst recht vor eurem Arzt!“
Die Show soll das Publikum zur Teilnahme an Vorsorgeuntersuchungen ermutigen, um durch ein rechtzeitiges Erkennen von Krebserkrankungen die Heilungschancen zu erhöhen. Der Zuschauer kann das Kennenlernen der Teilnehmer, Gespräche über persönliche Erlebnisse mit Krebserkrankungen sowie eine große Show-Performance am Ende der Sendung verfolgen. Die Zuschauer werden auch darüber informiert, wie Krebs-Vorsorgeuntersuchungen konkret ablaufen.

## Folgen
Die Fernsehsendung wird mit zwei Folgen pro Staffel ausgestrahlt. In der ersten Staffel machten am 1. Februar 2021 die prominenten Frauen in der „Ladies Night“ den Anfang. In der darauffolgenden Woche fand die „Men‘s Night“ statt. In der zweiten Staffel wurde am 15. Februar 2022 zuerst die „Men’s Night“ ausgestrahlt, die „Ladies Night“ eine Woche später am 22. Februar.

### „Ladies Night“
Die erste Folge drehte sich um die Brustkrebsvorsorge von Frauen. Nach dem ersten Kennenlernen der acht Teilnehmerinnen studierten die Prominenten unter der Leitung der ehemaligen Profi-Tänzerin Motsi Mabuse eine Choreografie für die finale Show-Performance ein. Während der Sendung absolvierten die Frauen ein freizügiges Fotoshooting, tanzten Burlesque und erzählten von ihren persönlichen Krebserfahrungen. Im Gespräch mit Chefärztin Dr. med. Claudia Schumacher erfuhren sie auch, wie eine Brust richtig abgetastet wird und was bei einer Selbstuntersuchung beachtet werden sollte. Am Ende der Fernsehsendung präsentierten die Promis vor Familien und Freunden eine „stilvoll inszenierte Show“ im Admiralspalast in Berlin, bei der sie ihre „Hüllen fallen“ ließen.

### „Men's Night“
Die prominenten Männer machten bei einer Aktzeichnung, tänzerischen Autowäsche und Vorsorgeuntersuchung bei dem Arzt Axel Heidenreich auf Prostata- und Hodenkrebs aufmerksam. Nach dem Tanztraining mit dem ehemaligen Profitänzer Joachim Llambi führten die Prominenten bei der abschließenden Show im Admiralspalast ebenfalls ihre einstudierte Striptease-Choreografie auf.

## Mitwirkende
Acht prominente Frauen und acht prominente Männer nehmen an der Fernsehsendung teil. Sie alle verbindet das Thema Krebs. Familienangehörige und Freunde der Prominenten sind an Krebs erkrankt, einige Stars waren selbst betroffen. Auf ihren großen Showauftritt am Ende der Sendung werden sie von den Let’s-Dance-Juroren Motsi Mabuse und Joachim Llambi vorbereitet.
DKMS-Life-Botschafter Guido Maria Kretschmer moderiert die Sendung.
|           | Moderator              | Trainer        | Trainer      |
| --------- | ---------------------- | -------------- | ------------ |
| Staffel 1 | Guido Maria Kretschmer | Joachim Llambi | Motsi Mabuse |
| Staffel 2 | Guido Maria Kretschmer | Joachim Llambi | Motsi Mabuse |

|        | Staffel 1              | Staffel 2            |
| ------ | ---------------------- | -------------------- |
| Männer | Bastian Bielendorfer   | Benjamin Köhler      |
| Männer | Faisal Kawusi          | Heiko Wasser         |
| Männer | Jimi Blue Ochsenknecht | Jan Sosniok          |
| Männer | Jochen Schropp         | Kim Tränka           |
| Männer | Marco Russ             | Michael Roth         |
| Männer | Philipp Boy            | Mickie Krause        |
| Männer | Thorsten Nindel        | Oli Petszokat        |
| Männer | Ulrich Roth            | Pascal Hens          |
| Frauen | Elena Carrière         | Carolin Kotke        |
| Frauen | Lili Paul-Roncalli     | Lilly Becker         |
| Frauen | Mimi Fiedler           | Nicole Jäger         |
| Frauen | Mirja DuMont           | Sabine Kaack         |
| Frauen | Nadine Angerer         | Sila Sahin-Radlinger |
| Frauen | Nicole Staudinger      | Sonya Kraus          |
| Frauen | Stefanie Hertel        | Susan Sideropoulos   |
| Frauen | Ulla Kock am Brink     | Tanja Bülter         |

## Auszeichnungen

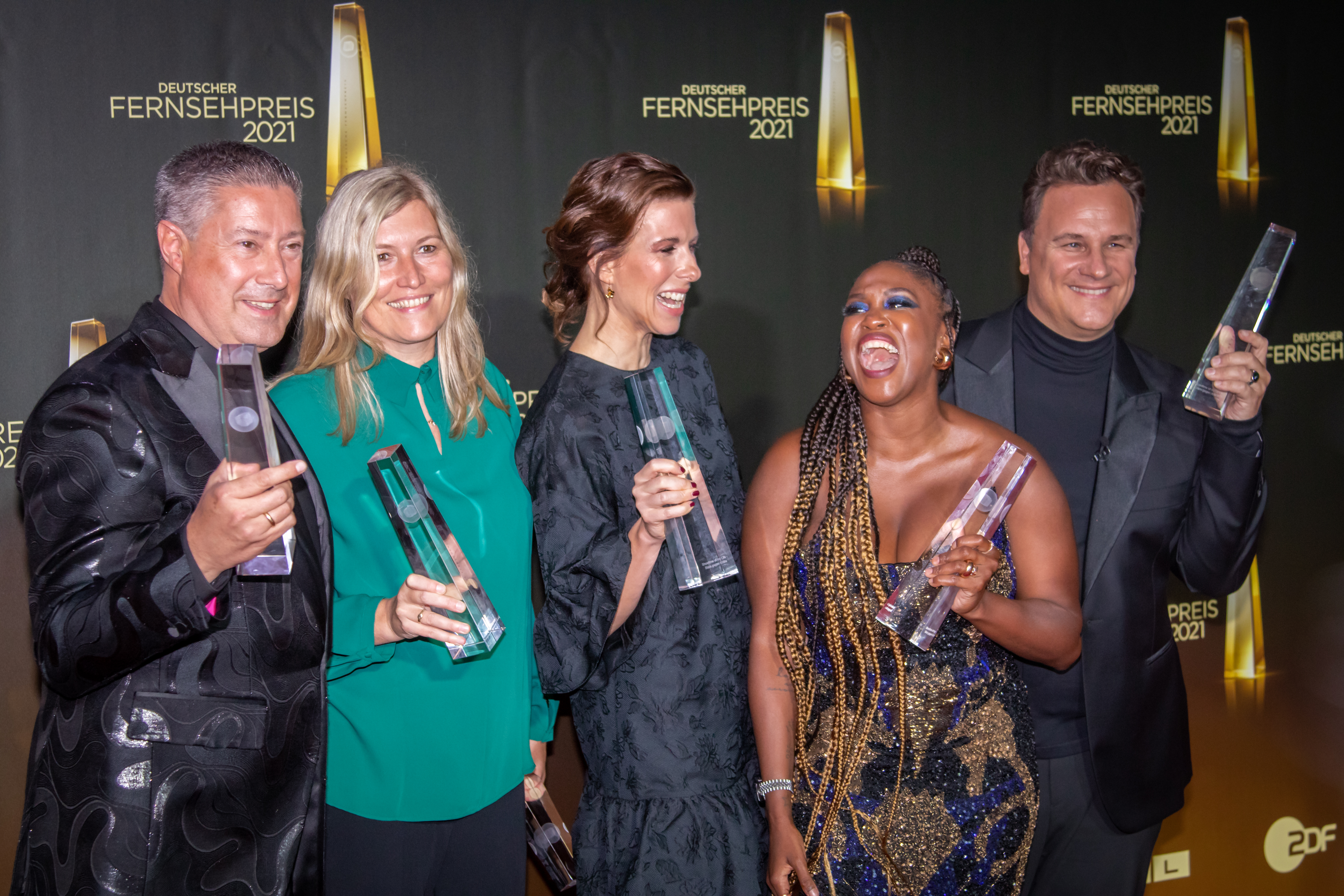
Joachim Llambi, Kirsten Petersen, Nina Klink, Motsi Mabuse und Guido Maria Kretschmer beim Deutschen Fernsehpreis 2021.

Die TV-Show gewann 2021 den Deutschen Fernsehpreis in der Kategorie „Bestes Factual Entertainment“.
Die Produzentin der Show, Nora Kauven, wurde in der Kategorie „Unterhaltung“ mit dem Bayerischen Fernsehpreis 2021 – dem „Blauen Panther“ - ausgezeichnet.

## Rezeption

### Einschaltquoten
Die erste Folge, die am Montag, den 1. Februar 2021 um 20.15 Uhr ausgestrahlt wurde, war mit 1,8 Millionen Zuschauern „ein voller Erfolg“.
Die Einschaltquote bei Folge 2 lag am Abend darauf knapp darunter. 1,39 Millionen Zuschauer sahen den Männern beim Tanzen zu.

### Kritik
„Ein Striptease, der sich lohnt.“

„Was vielleicht eine Enttäuschung für all diejenigen gewesen sein mag, die in der Hoffnung eingeschaltet hatten, tatsächlich einen Blick auf die hüllenlosen Stars werfen zu können, war zuletzt doch vor allem eines: ein erstaunlich informativer Abend.“

„Plötzlich werden aus Prominenten einfach Menschen. Talent, Erfolg und Ruf sind egal – bei "Showtime of my Life" reduziert es sich zum Wohle der Sache aufs einfache Menschsein, eine der sympathischen Komponenten der Sendung. Menschen, die sich vorher nicht kannten, kommen sich über ein gemeinsames Thema näher, das keinen Unterschied macht wie prominent man ist.“